# Piometra
La piometra es una enfermedad originada por una infección en el útero y acumulación de secreciones y pus en su interior. Es muy frecuente en las perras que han alcanzado la madurez sexual. También afecta a las hembras de gato, conejo, hurón y cobaya, es muy poco frecuente en la especie humana. Se trata de una enfermedad grave de inicio súbito y consecuencias potencialmente mortales si no recibe tratamiento, por lo que puede considerarse una urgencia. Debido a que ocurre en un órgano que se encuentra en la cavidad abdominal, se ha comparado con la apendicitis pues en ambos procesos se produce  acumulación de pus en el interior de un órgano hueco.

## Piometra en la mujer
La piometra en la mujer es un proceso infrecuente que se caracterizada por la acumulación de pus en el interior del utero. Generalmente aparece después de la menopausia y se asocia a tumoraciones benignas o malignas que obstruyen el cuello del útero, por ejemplo cáncer de cérvix. En ocasiones es secundaria a cervicitis debida a radioterapia, procesos infecciosos o dispositivos intrauterinos. Raramente se debe alteraciones congénitas como la atresía y disgenesia del cuello del útero. Una vez iniciado el cuadro pueden aparecer complicaciones, entre ellas perforación uterina y peritonitis que ponen en peligro la vida del paciente.

## Piometra en la perra

### Fisiología del ciclo estral en la perra
Las perras alcanzan la pubertad entre los 6 y 12 meses, momento en que presentan su primer periodo de celo. Este se repite a partir de entonces  con intervalos que oscilan entre 4 y 12 meses, siendo la media cada 6 meses.
El ciclo completo se divide en 4 fases que reciben los nombres de anestro, proestro, estro y diestro también llamado metaestro.
- Anestro. Es el período más largo, dura alrededor de 4 meses y no existe actividad sexual.
- Proestro. Esta fase es la previa al celo y dura entre 7 y 10 días. Existe secreción sanguinolenta por la vagina.  La perra no acepta al macho.
- Estro. Es el periodo de celo. La hembra es fértil, atrae al macho y  lo acepta. La vulva se vuelve turgente. Durante esta fase se produce la ovulación. El momento más propicio para que quede preñada es el día 12 desde el comienzo del sangrado.
- Diestro. Dura unos 60 días. La hembra rechaza al macho de nuevo, la vulva disminuye de tamaño y a veces expulsa a través de la vagina un flujo mucoso. Los cambios se originan por un predominio en la secreción de la hormona progesterona. Durante esta fase el animal es susceptible de presentar piometra.

### Causas
La piometra es la consecuencia de los cambios que sufre el útero en el metaestro (periodo posterior al celo). Puede ocurrir a cualquier edad una vez alcanzada  la fertilidad, aunque es más común  a medida que el animal se hace mayor. El momento de riesgo máximo para su aparición  es  entre la 6a y 8a semana después del inicio del celo. Normalmente durante esta fase el cuello del útero que ha permanecido abierto durante el celo comienza a cerrarse y el endometrio vuelve a su estado habitual.
Sin embargo puede ocurrir una hiperplasia endometrial quística como una inadecuada respuesta a la secreción de la hormona progesterona que tiene lugar en este periodo, lo que significa que la zona más interna de la pared del órgano aumenta excesivamente de grosor y se forman quistes. 
En esta situación, las bacterias que han emigrado al útero procedentes de la vagina,  encuentran unas condiciones favorables para su crecimiento. Además la progesterona disminuye la contractibilidad del útero y aumenta la secreción de moco lo que facilita el cierre del cérvix  y dificulta el drenaje del órgano.
El cierre del cérvix en un factor importante en la gravedad de la enfermedad. Si este permanece abierto las secreciones producidas por la infección pueden ser expulsadas, lo que facilita la curación. Esto se llama piometra abierta.
Por el contrario si el cuello del útero permanece totalmente cerrado, el pus y las secreciones no pueden ser expulsadas a través de la vulva por lo que se acumulan y el útero se distiende. Es lo que se conoce como piometra cerrada. En estas circunstancias no es raro que el útero puede llegar a romperse y la infección se disemine dentro de la cavidad peritoneal produciendo una peritonitis que puede ser mortal.

### Síntomas
Suelen aparecer varias semanas después de la época de estro (celo).
En las perras, los signos y síntomas más frecuentes son :
- Descarga vaginal que puede ser sanguinolenta o purulenta (con pus) y está presente en el 85% de los casos.
- Letargia en el 62%.
- Inapetencia en el 42%,
- Poliuria y polidipsia (sed excesiva) en el 28%.
- Menos usual es la presencia de diarrea, nicturia (micción nocturna) y agrandamiento abdominal.

Si la enfermedad sigue evolucionando, el animal puede llegar a estado de shock circulatorio, como consecuencia de septicemia (presencia de bacterias en la sangre), toxemia (toxinas en la sangre), insuficiencia renal y peritonitis.

### Tratamiento
El tratamiento de elección es quirúrgico. Se realiza una intervención que consiste en la extirpación de los ovarios y el útero. Previamente puede ser necesario administrar tratamiento antibiótico y la infusión de suero para mejorar la situación del animal y combatir la deshidratación.
En un número reducido de casos se puede realizar tratamiento con antibióticos y prostaglandinas (sustancia que aumenta la contracción uterina), lo cual permite evitar la cirugía y mantener la capacidad reproductiva; pero esta opción solo es aplicable en casos seleccionados en que la situación general es buena y el piometra es abierto.

## Piometra en la Hurona
Se trata de un proceso poco común que puede darse en la fase inicial de una pseudogestación, se han visto involucrados Streptococcus spp., Staphylococcus spp., E.coli, Corynebcteryum spp. Aparece depresión, anorexia y fiebre y hay riesgo de peritonitis por rotura de útero. La ovariohisterectomía es la única opción terapéutica.

## Piometra en la gata
Tiene algunas características específicas. En las gatas, la ovulación es el resultado de un reflejo neuroendocrino que solo se inicia por estimulación mecánica de la vagina, es decir la gata ovula en respuesta a la estimulación de la vagina por el macho.  Por ello la enfermedad aparece después de la monta no fértil, o bien por administración exógena de progesterona (anticonceptivos)
Los síntomas más frecuentes son secreciones vaginales abundantes, útero aumentado de tamaño que puede palparse a través del abdomen, fiebre, pérdida de apetito, letargia (somnolencia excesiva), pérdida de peso, sed excesiva (polidipsia) y poliuria. El tratamiento es similar al que se realiza en la perra.